# 有害ロック
有害ロック（ゆうがいロック）は、日本のヘヴィメタルバンド・聖飢魔IIの10枚目の小教典（シングル）。B.D.9年（1990年）7月21日に発布された。

## 解説
歌詞、楽曲ともにロック、メタル的でなかった「白い奇蹟」「BAD AGAIN 〜美しき反逆〜」などの小教典とは異なり、楽曲はイントロ中デーモンが雄叫びをあげる、ドラムパートなど重低音が強調される、間奏のルーク篁によるギターソロなどロック的なものとなっている。
歌詞は子供を叱るような詞から大人を罵倒するような詞につなげるなど風刺的、挑戦的な内容となっている。当時、他のロックアーティストのコンサートでケガ人が出て公演中止となっていた。
B.D.9年（1990年）7月27日、31日にはこの曲で『ミュージックステーション』に出演し、セットを破壊したり消火器を撒き散らすなど破壊的な演出を行い話題となった。詳細はデーモン小暮閣下を参照。ミュージック・ビデオでも、生首を模したボトルから体液を模した油を飲んでの火吹きなどのパフォーマンスをデーモンが行っている。

## 収録曲
1. 有害ロック
  - 作詞：デーモン小暮、作曲：Sgt. ルーク篁III世、編曲：聖飢魔II、松崎雄一

ライブで披露される際には、演奏が始まる前にデーモン小暮のMCが入り、「ロックは有害だ」で締めた後に歌に入ることが多かった。
2. ピンクの恐竜
  - 作詞：デーモン小暮、作曲：Sgt. ルーク篁III世、編曲：聖飢魔II、松崎雄一